# Mussorgskij (kráter)
Toto je článek o kráteru na Merkuru, další významy jsou uvedeny v rozcestníku Mussorgskij.
Mussorgskij je impaktní kráter na planetě Merkur. Jeho souřadnice činí 32,8° severní šířky a 97,5° západní délky. Má průměr 125 kilometrů a Mezinárodní astronomická unie ho v roce 1979 pojmenovala po ruském hudebním skladateli Modestu Petroviči Musorgském (1839–1881).